# Siphocodon debilis
Siphocodon debilis är en klockväxtart som beskrevs av Rudolf Schlechter. Siphocodon debilis ingår i släktet Siphocodon och familjen klockväxter. Inga underarter finns listade i Catalogue of Life.